# 王华 (1966年)
王华（1966年—），波士顿大学电子与计算机系教授、华中科技大学教授，研究方向为控制理论与控制工程、激光和加速器控制、高效集成电路等。中华人民共和国教育部第二批“长江学者”特聘教授。发表论文百余篇、出版合著《模糊控制系统的设计与分析》。
1987年毕业于中国科技大学无线电系；1989年获肯塔基大学电子工程系硕士学位；1993年获马里兰大学电子工程系博士学位。
1993年至1996年在美国联合技术中心（UTRC）工作。